# Schaffhouse-près-Seltz
Schaffhouse-près-Seltz je občina v departmaju Bas-Rhin francoske regije Alzacija.
Leta 2010 je v občini živelo 575 oseb oz. 128 oseb/km².